# Коста Стефанов
Константин (Коста) Стефанов Янков е български поет, преводач, критик, и общественик, кмет на град Плевен, България от 1937 до 1938 година.

## Биография
Роден е на 21 май 1894 година в Плевен, България, в семейство на македонски българи, изселници от кайлярското село Емборе. Баща му се занимава с търговия с жито. В 1912 година завършва Плевенската гимназия. Участва в Първата световна война. В 1920 година завършва право в Софийския университет и в 1921 – 1934 година работи като адвокат в Плевен. В 1935 – 1936 година адвокатства в София, но след това се връща в родния си град и в 1937 година става кмет на Плевен, като замества на поста Никола Маринов. Остава начело на общината една година. От 1939 година до 1956 година отново е адвокат в Плевен.
Стефанов се занимава активно с обществена дейност – председател е на плевенското читалище „Съгласие“ от 1934 до 1944 година, член на Върховния читалищен съвет. В 1933 година е част от редакцията на плевенския вестник „Вит“.
Първите му стихове са публикувани в 1913 година в списание „Листопад“ под псевдонима Халосник. Стефанов пише стихове, лирични есета, новели, студии и преводи в „Листопад“, „Везни“, „Хиперион“, „Завети“, „Слънце“, „Пролом“, „Илюстрация Светлина“, „Гребец“, „Българска реч“, както и във вестниците „Развигор“, „Литературен глас“, „Кво да е“, „Пегас“, „Българан“ и други. Пише студии за Теодор Траянов, Николай Ракитин, Моис Бенароя, Николай Лилиев, Асен Златаров. Превежда и пише статии за много чужди писатели. Превежда художествена литература от френски, шведски, английски, норвежки, руски, италиански и немски език.
Умира в София в 1972 година.
Дъщеря му Виктория Стефанова-Гугушкова (1926 – 1986) е писателка и поетеса.